# Saint-Romain-le-Preux
Saint-Romain-le-Preux is een plaats en voormalige gemeente in het Franse departement Yonne in de regio Bourgogne-Franche-Comté. De plaats maakt deel uit van het arrondissement Sens.
Op 1 januari 2016 ging de gemeente op in de aangrenzende gemeente Sépeaux waarbij de commune nouvelle Sépeaux-Saint Romain werd gevormd.

## Geografie
De oppervlakte van Saint-Romain-le-Preux bedraagt 10,5 km², de bevolkingsdichtheid is 14,6 inwoners per km².
De onderstaande kaart toont de ligging van Saint-Romain-le-Preux met de belangrijkste infrastructuur en aangrenzende gemeenten.

## Demografie
Onderstaande figuur toont het verloop van het inwonertal (bron: INSEE-tellingen).